# Seven Gulps of Air (EP)
Seven Gulps of Air es un extended play (EP) del compositor-productor inglés Jon Hopkins. Fue publicado el 16 de noviembre de 2009 a través de Double Six, una subsidiaria de Domino Records.
Conformado por cinco canciones, dos inéditas y tres remezclas de canciones presentes en Insides, contiene las contribuciones de Tuung, Geese y Tom Middleton. El material fue recomendado por Imogen Heap en 2011, citando su adoración por la estética musical de Hopkins y la belleza presente en la remezcla de «The Low Places».

## Concepto
Meses después de publicar Insides, el diseñador Christopher Kelly le comisionó una pieza musical a Hopkins, para incluirlo en una película promocional en la Semana de la Moda de Londres. La idea musical para la base rítmica fue realizado por Mike Lindsay, el productor y compositor creativo de Tuung. La percusión fue realizado con loops de aplausos, combinado con una grabación vocal del guitarrista de Malí, Abdallah Ag Housseyni.
«A Drifting Down» fue compuesto para ser una continuación de la canción original «A Drifting Up», presente en Insides. Hopkins decidió enfocarse en dar protagonismo a las partes más ocultas, como los tarareos de King Creosote, los arreglos de cuerda por Emma Smith, ruidos ambientales y un piano grabado en un dictáfono.

## Lista de canciones
Todas las canciones escritas y compuestas por Jon Hopkins. 
| N.º   | Título                                          | Duración |  |
| 1.    | «Seven Gulps of Air» (con Tuung)                | 3:37     |  |
| 2.    | «Small Memory (Tuung Remix)»                    | 4:59     |  |
| 3.    | «The Low Places (Geese Remix)»                  | 7:00     |  |
| 4.    | «A Drifting Down»                               | 6:58     |  |
| 5.    | «Light Through the Veins (Tom Middleton Remix)» | 9:08     |  |
| 31:41 |                                                 |          |  |

## Créditos y personal
Adaptados desde los créditos del álbum.
- Jon Hopkins – Artista principal, composición, producción.
- Mike Lindsay (Tuung) – Artista invitado, composición, percusión, producción adicional.
- Abdallah Ag Alhousseyni – Voces (1).
- Geese – Artista invitado, producción adicional.
- Tom Griffiths – Ingeniería.
- King Creosote – Voces (4).
- Emma Smith – Voz, violines.
- Tom Middleton – Producción adicional.
- Simon Wild – Diseño de arte.